# Anatole-Joseph Toulotte
Anatole-Joseph Toulotte, né en 1852, mort en 1907, est un évêque en Afrique, vicaire apostolique du Sahara et du Soudan, explorateur et missionnaire catholique,,.

## Biographie
Il fait ses études secondaires au collège de Montreuil-sur-Mer et entre au grand séminaire d'Arras en 1871.
Après une rencontre avec le père Charmetant, il décide de devenir missionnaire et part pour Alger en février 1873 avec Léonce Bridoux pour commencer son noviciat. On lui confie la responsabilité d'un orphelinat, et il est chargé de donner des cours d'arabe à Maison-Carrée. Il est ordonné prêtre en 1874.
À la suite du meurtre des Pères Bouchand, Ménoret et Paulmier, en 1876, il tente d'organiser une caravane vers le Soudan français, à travers le Sénégal vers le Niger. Cette autorisation lui est refusée mais il est nommé en 1877 au poste de Metlili.
En 1891, il est coadjuteur de Mgr Lavigerie, et ordonné le 12 juillet 1891 évêque titulaire de Thagaste (de) ; il occupe ce siège titulaire jusqu'en 1907,.
À la mort de Mgr Lavigerie en novembre 1892, il devient vicaire apostolique du Sahara et du Soudan.
En 1895, il participe à la création de l'hôpital Sainte-Marie-Madeleine de Ghardaïa,.
Après la guerre de Crimée, l'église Sainte-Anne de Jérusalem, tombée en ruine, fut concédée à la France par l'empire Ottoman. Avec Mgr Roger, Mgr Labardin et le Frère Laurent, il en refonda la communauté religieuse et en devint le supérieur de 1883 à 1886, y créant un grand séminaire.
Il meurt à Rome le 23 janvier 1907.

## Ouvrages
- Géographie de l'Afrique chrétienne[13]
- Description de l'Afrique du Nord. L'Afrique chrétienne, manuscrits publiés par le père Joseph Mesnage, 1912[14].